# Lenguas yolŋu
Yolŋu Matha, que significa «lengua yolŋu», es una familia lingüística que incluye las lenguas de los yolngu (también conocidas como yolŋu y yuulngu), el pueblo indígena del noreste de la Tierra de Arnhem, en el norte de Australia. La ŋ en yolŋu se pronuncia como la ng en canto.

## Variedades
El Yolŋu Matha consta de unas seis lenguas, algunas mutuamente inteligibles, divididas en unas treinta variedades clánicas y quizá doce dialectos diferentes, cada uno con su propio nombre yolŋu. En conjunto, hay unos 4600 hablantes de lenguas Yolŋu Matha. La exogamia ha supuesto a menudo que madres y padres hablen lenguas diferentes, de modo que los niños crecían tradicionalmente al menos bilingües, y en muchos casos polilingües, lo que significa que la comunicación se veía facilitada por el dominio de múltiples lenguas y dialectos del Yolŋu Matha. La situación lingüística es muy complicada, dado que cada uno de los cerca de 30 clanes tiene también una variedad lingüística con nombre propio. Robert M. W. Dixon (2002) distingue las siguientes:
| Idioma dhangu-djangu | Idioma nhangu | Idioma dhuwal  | Idioma ritharngu | Idioma djinang | Idioma djinba                |
| -------------------- | ------------- | -------------- | ---------------- | -------------- | ---------------------------- |
| Wan.gurri            | Gamalaŋga     | Gupapuyngu     | Ritharngu        | Yirritjing     | Ganhalpuyngu (Ganalbiŋu)     |
| Lamamirri            | Gorryindi     | Gumatj         | Wagilak          | Wurlaki        | Manjdjalpuyngu (Mandjalpiŋu) |
| Rirratjingu          | Mäḻarra       | Djambarrpuyngu |                  | Djardiwitjibi  |                              |
| Gaalpu               | Bindarra      | Djapu          |                  | Mildjingi      |                              |
| Ngayimil             | Ngurruwulu    | Liyagalawumirr |                  | Balmbi         |                              |
| Warramiri            | Walamangu     | Guyamirlili    |                  | Djuwing        |                              |
| Mandatja             |               | Dhalwangu      |                  | Marrangu       |                              |
|                      |               | Djarrwark      |                  | Murrungun      |                              |
|                      |               |                |                  | Manyarring     |                              |

Bowern (2011) añade las variedades entre paréntesis como lenguas distintas.

## Fonología

### Consonantes
El inventario de consonantes es básicamente el mismo en todas las variedades del Yolŋu, aunque algunas variedades muestran pequeñas diferencias.
|              |              | Bilabiales | Velares | Alveolares | Dentales | Retroflejas | Palatales | Glotales |
| ------------ | ------------ | ---------- | ------- | ---------- | -------- | ----------- | --------- | -------- |
| Plosivas     | Lenis        | b ⟨b⟩      | ɡ ⟨g⟩   | d ⟨d⟩      | d̪ ⟨dh⟩   | ɖ ⟨d̠⟩       | ɟ ⟨dj⟩    | ʔ ⟨'⟩    |
| Plosivas     | Fortis       | p ⟨p⟩      | k ⟨k⟩   | t ⟨t⟩      | t̪ ⟨th⟩   | ʈ ⟨t̠⟩       | c ⟨tj⟩    |          |
| Nasales      | Nasales      | m ⟨m⟩      | ŋ ⟨ŋ⟩   | n ⟨n⟩      | n̪ ⟨nh⟩   | ɳ ⟨n̠⟩       | ɲ ⟨ny⟩    |          |
| Róticas      | Róticas      |            |         | r ⟨rr⟩     |          | ɻ ⟨r⟩       |           |          |
| Laterales    | Laterales    |            |         | l ⟨l⟩      |          | ɭ ⟨l̠⟩       |           |          |
| Aproximantes | Aproximantes | w ⟨w⟩      | w ⟨w⟩   |            |          |             | j ⟨y⟩     |          |

Las lenguas yolŋu tienen un contraste fortis-lenis en las consonantes plosivas. Las plosivas lenis/cortas tienen un contacto débil y una sonorización intermitente, mientras que las fortis/largas tienen un cierre completo, un estallido de liberación más potente y no tienen sonorización.

### Vocales
|          | Anteriores | Centrales | Posteriores |
| -------- | ---------- | --------- | ----------- |
| Cerradas | i , iː     |           | u , uː      |
| Abiertas |            | a , aː    |             |

Las variedades Yolŋu comparten una distinción vocálica tripartita, aunque no todas las variedades Yolŋu tienen un contraste de longitud vocálica. En las variedades que sí tienen un contraste de longitud, las vocales largas solo aparecen en la sílaba inicial de las palabras.

## Comparación léxica
| GLOSA | Idioma dhangu-djangu | Idioma nhangu | Idioma dhuwal | Idioma ritharngu | Idioma djinang | Idioma djinba |
| ----- | -------------------- | ------------- | ------------- | ---------------- | -------------- | ------------- |
| 1     | waliba               | wanggain      | waŋgany       | wiìpiyaŋʔ        | wuṟpmi         | wiypani       |
| 2     | marma                | bininggili    | bulal’        | bulal-mañjiʔ     | biŋgili        | maltjana      |
| 3     | gɔlbur               |               | ḻurrkun’      |                  |                |               |
| 4     |                      |               | 2+2           | mañibaruʔ-ŋu     |                |               |